# Бейла Нодьбаконі Надь
Бейла Нодьбаконі Надь (14 липня 1882, Солотвино — 5 листопада 1962, Будапешт) — угорський військовий, генерал-лейтенант.

## Діяльність
ВІн народився в секейській реформатській родині, його предки отримали свій титул Нодьбаконі в 1676 році від князя Трансільванії Міхалія Апафі. Його батько, гірничий інженер Жігмонд Надь, рано помер.
Він відвідував школу в Орештіє, а після четвертого класу він вступив до війська у віці 14 років. У 1896 році він став професійним військовим і розпочинає військові студії в Академії імені Людовика як вільний студент. Закінчив академію в серпні 1900 р. з похвалою та хорошими результатами.
Військову службу розпочав з батальйону 4-го піхотного Брашовського полку, дислокованого у Фогараші. У 1902 році став командувачем 45-ї піхотної бригади в Сомборі. У 1903 р. його перевели до офіцерів 6-го піхотного полку Суботиці, де він виконував обов'язки, замінюючи ескадронні служби та полкового допоміжного офіцера. У наступні роки він уже був заступником командира батальйону та заступником полковника, тоді як у 1906 році він був підвищений до генерал-лейтенанта та призначений командуючим ескадроном. Незабаром, на початку 1907 року, він одружився, а згодом одружився вдруге, але всі його шлюби закінчилися розлученням. Його військове начальство описувало його як високого, сильного, витривалого до втоми, товариського настрою, командира, який твердо і суворо ставився до своїх підлеглих, вимагаючи дисципліни, але водночас піклуючись про них і завойовуючи їхню довіру. Він був прекрасним велосипедистом, хорошим плавцем, фехтувальником та гімнастом.
Брав участь у Першій світовій війні. Під час вторгнення Росії в Галичину в 1914 році він був лейтенантом у боях навколо Львова, а потім з нагоди першого оточення Перемишльського замку був командувачем фортеці 1/3 фортечної групи Седліська. Фортеця під його командуванням відбивала всі ворожі атаки. Однак під час виходу з облогового кільця він був важко поранений. Після відновлення у вересні 1915 р., коли розгорнувся успішний наступ на росіян, він уже був капітаном і командиром 1-го батальйону 30-го піхотного полку в бою під Дубно. Він також зазнав серйозних травм під час боїв тут. На додаток до часткового відновлення, він більше не був придатний для подальшої бойової служби. Йому було наказано командування округу армії Будапешта, і на цьому війна для нього закінчилася. 1 листопада 1918 року йому було присвоєно звання майора. Після війни він займався підготовкою новобранців міліції у 1920-х роках.
Він отримав звання полковника в 1926 р., А потім був призначений начальником управління Міністерства внутрішніх справ, з якого у 1936 р. звільнився з генеральського чину (що відповідає генерал-майору). Він також розлучився зі своєю другою дружиною в 1929 році і одружився втретє. Він одружився з Ольгою Надь, єврейкою, яка прийняла християнство до весілля. В інший історичний період вони могли прожити відносно мирне життя, але через це одруження навіть його брат зазнав політичних нападів. Після перевороту Салаші він став небажаною персоною. Жандарми заарештували його в листопаді 1944 р. і перевезли до Шопронькогіди. Згодом його депортували до Німеччини, а після війни він міг повернутися звідти додому. Вже в 1945 році він отримав звання генерал-лейтенанта.
Разом із дружиною він оселився в містечку Жака. Там їх позбавили пенсії і вони жили в дуже поганих умовах. З часом, вони отримали тимчасовий притулок у будинку його брата в Пілішчаба, а потім могли проживати в Будапешті. Після смерті дружини його забрали до соціального дому і там він помер у віці вісімдесяти років.